# ウジェーヌ1世・ド・リーニュ

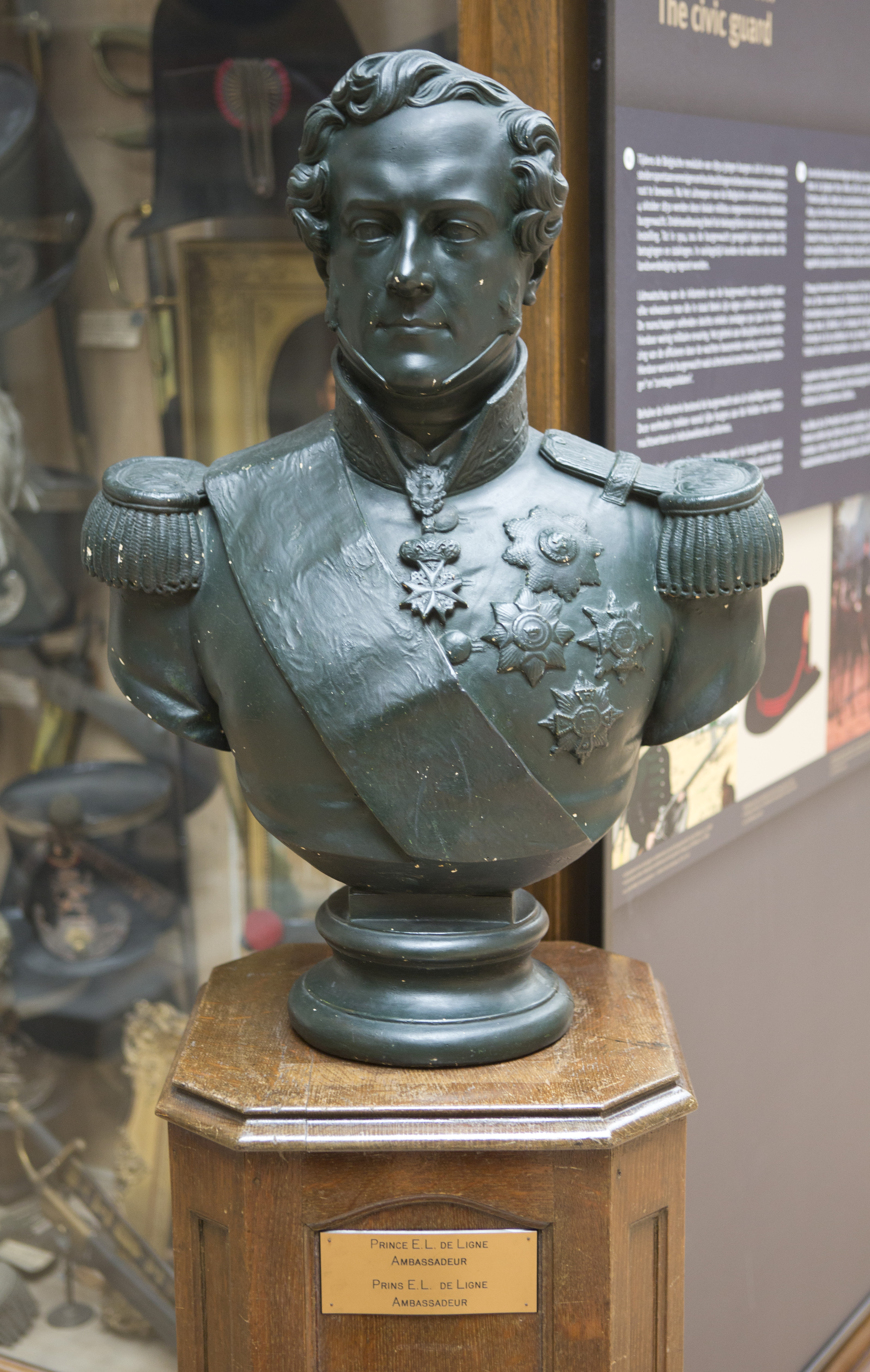
リーニュ公ウジェーヌ1世の胸像

ウジェーヌ1世・フランソワ・シャルル・ラモラル・ド・リーニュ（Eugène Ier François Charles Lamoral, 8e prince de Ligne, 1804年1月28日 - 1880年3月20日）は、ベルギーの貴族、外交官、政治家。第8代リーニュ公、アンブリス公及びエピノワ公。スペインのグランデ。
リーニュ公世子ルイ・ウジェーヌ（1766年 - 1813年）とその妻の伯爵令嬢ルイーズ・ヴァン・デル・ヌート・ド・デュラ（1785年 - 1863年）の間の長男として生まれた。1813年に父が、翌1814年祖父シャルル・ジョゼフが相次いで世を去ったため、10歳でリーニュ公家の家督を継いだ。
1830年のベルギー独立革命では新生国家ベルギーの国王候補の1人に推されるが、辞退した。1837年、ベルギー王レオポルド1世の名代として、レオポルドの姪ヴィクトリアのイギリス女王戴冠式に出席。1842年から1848年まで、在仏ベルギー全権公使としてパリに赴任する。
1851年に上院議員となり、翌1852年から1879年まで長く上院議長を務めた。1879年、当時のベルギー政府の自由主義政策に反発し上院議長を辞職、翌年死去した。

## 子女
生涯に3度結婚した。1823年5月12日、ノール県ルーにて、ダルマンティエール侯爵シャルル・ルイ・ガブリエル・ド・コンフランの一人娘アメリー・コンスタンス・メラニー・ド・コンフラン（1802年 - 1833年）と最初の結婚をする。メラニーとの間に2人の息子をもうけた。
- アンリ・マクシミリアン・ジョゼフ・シャルル・ルイ・ラモラル（1824年  - 1872年） - 1851年伯爵令嬢マルグリット・ド・タレーラン＝ペリゴールと結婚、女優サラ・ベルナールとの間に私生児モーリス・ベルナール（フランス語版）をもうける
  - ルイ・ウジェーヌ・アンリ・マリー（フランス語版）（1854年 - 1918年） - 第9代リーニュ公、精神疾患となったメキシコ皇后シャルロットの保護監督者
    - マリー＝シュザンヌ（1885年 - 1971年） - 1906年トゥルン・ウント・タクシス侯子アレクサンダーと結婚

  - マリー＝メラニー（1855年 - 1931年） - 1875年ボーフォール＝スポンタン公爵フレデリック・ジョルジュと結婚
  - エルネスト・アンリ・ルイ・ラモラル（フランス語版）（1857年 - 1937年） - 第10代リーニュ公
  - ウジェーヌ（1858年 - 1882年）
- ルイ・マリー・シャルル・ガブリエル・ラモラル（1827年 - 1845年）

1834年7月21日にブリュッセルで、トラズニー侯爵ジョルジュ＝フィリップの娘ナタリー・ド・トラズニー（1811年 - 1835年）と2度目の結婚をするが、彼女は第1子となる長女出産直後に急死する。
- ナタリー・フロール・ジョルジーヌ・ウジェニー（1835年 - 1863年） - 1853年クロイ公ルドルフと結婚、オーストリア大公妃イザベラの母

1836年10月28日にウィーンで、ポーランド人貴族ヘンリク・ルボミルスキ公の娘ヤドヴィガ（エドウィッジ）・ルボミルスカ（1815年 - 1895年）と3度目の結婚をし、間に4人の子をもうけた。
- シャルル・ジョゼフ・ウジェーヌ・アンリ・ジョルジュ・ラモラル（1837年 - 1914年） - 1876年シャルロット・ド・ゴントー＝ビロンと結婚
  - エドウィッジ・マリー・ガブリエル（1877年 - 1938年） - 1897年アーレンベルク公エンゲルベルト・マリアと結婚
  - アンリ・フロラン・ウジェーヌ・フランソワ・ジョゼフ・ラモラル（1881年 - 1967年） - 1910年シャルロット・ド・ラ・トレモイユと結婚、ナポリ王位・エルサレム王位請求権保有者となる
- エドゥアール・アンリ・オーギュスト・ラモラル（1839年 - 1911年） - 1866年オーガスタ・カニンガムと結婚、1874年ゾルムス＝ブラウンフェルス侯女オイラリー[1]と再婚
  - アルベール・エドゥアール・ウジェーヌ・ラモラル（1874年 - 1957年） - 駐米ベルギー大使
  - エレオノール・マリー（1877年 - 1959年） - 1907年トゥルン・ウント・タクシス侯子フリードリヒと結婚
- イザベル・エドウィッジ・マティルド・ウジェニー（1840年 - 1858年）
- マリー・ジョルジーヌ・ソフィー・エドウィッジ・ウジェニー（1843年 - 1898年） - ドゥードヴィル公爵ソステーヌ2世・ド・ラ・ロシュフコー（フランス語版）と結婚、ウィリアム・アドルフ・ブグローの作品『ヴィーナスの誕生』のモデル